# 坂井秀寿
坂井秀寿（さかい ひでひさ、1934年12月1日 - 1994年1月16日）は、日本の哲学研究者。
東京都出身。東京都立日比谷高等学校卒、1957年東京大学文学部哲学科卒、同大学院修士課程修了、東海大学助教授、東京都立大学助教授、1978年東大教養学部助教授。1988年退職。1994年1月16日、肺炎のため死去。

## 著書
- 『哲学探究』東京大学出版会 1978
- 『日本語の文法と論理』勁草書房 1979

### 共著
- 『現代論理学』坂本百大共著 東海大学出版会 1968

### 翻訳
- ヴィトゲンシュタイン『論理哲学論考』藤本隆志共訳　法政大学出版局 叢書・ウニベルシタス　1968
- コーヘン『連続体仮説』近藤基吉,沢口昭聿共訳 東京図書 1972

## 参考
- 『週刊読売』1980年4月20日号「東大教員出身校一覧」
- 『人物物故大年表』